# Most Mariana Lutosławskiego w Lublinie
Most Mariana Lutosławskiego – zabytkowy żelbetowy most na Bystrzycy noszący imię projektanta, Mariana Lutosławskiego, znajdujący się na przedłużeniu ul. Zamojskiej w Lublinie. Jest jednym z pierwszych żelbetowych mostów we wschodniej Polsce. Wpisany do rejestru zabytków pod numerem A/956 z 31.12.1987.

## Historia
Most został zbudowany na trakcie bychawskim w celu połączenia przemysłowej części Lublina z centrum. Został zaplanowany w 1908 roku w miejscu istniejącego wówczas drewnianego mostu pochodzącego z 1824 roku. W 1908 roku zlecono wykonanie projektu nowego mostu na Bystrzycy inżynierowi Marianowi Lutosławskiemu. Architektem był Jan Heurich młodszy, projektant kaplicy w pałacu Zamojskich.
Most został wybudowany w ciągu roku i oddany do użytku 17 lipca 1909. Lutosławski zastosował metodę sprężonego betonu. Całkowita długość mostu wynosi 40 m, a szerokość 16,3 m. Pierwotnie nawierzchnia była wykonana z klinkieru, w 1917 roku została wymieniona na kostkę dębową, a w 1936–1937, w czasie kolejnego remontu, kostkę dębową wymieniono ponownie na klinkier. W latach 70. XX w. most został pokryty tymczasową warstwą żelbetową oraz asfaltem.

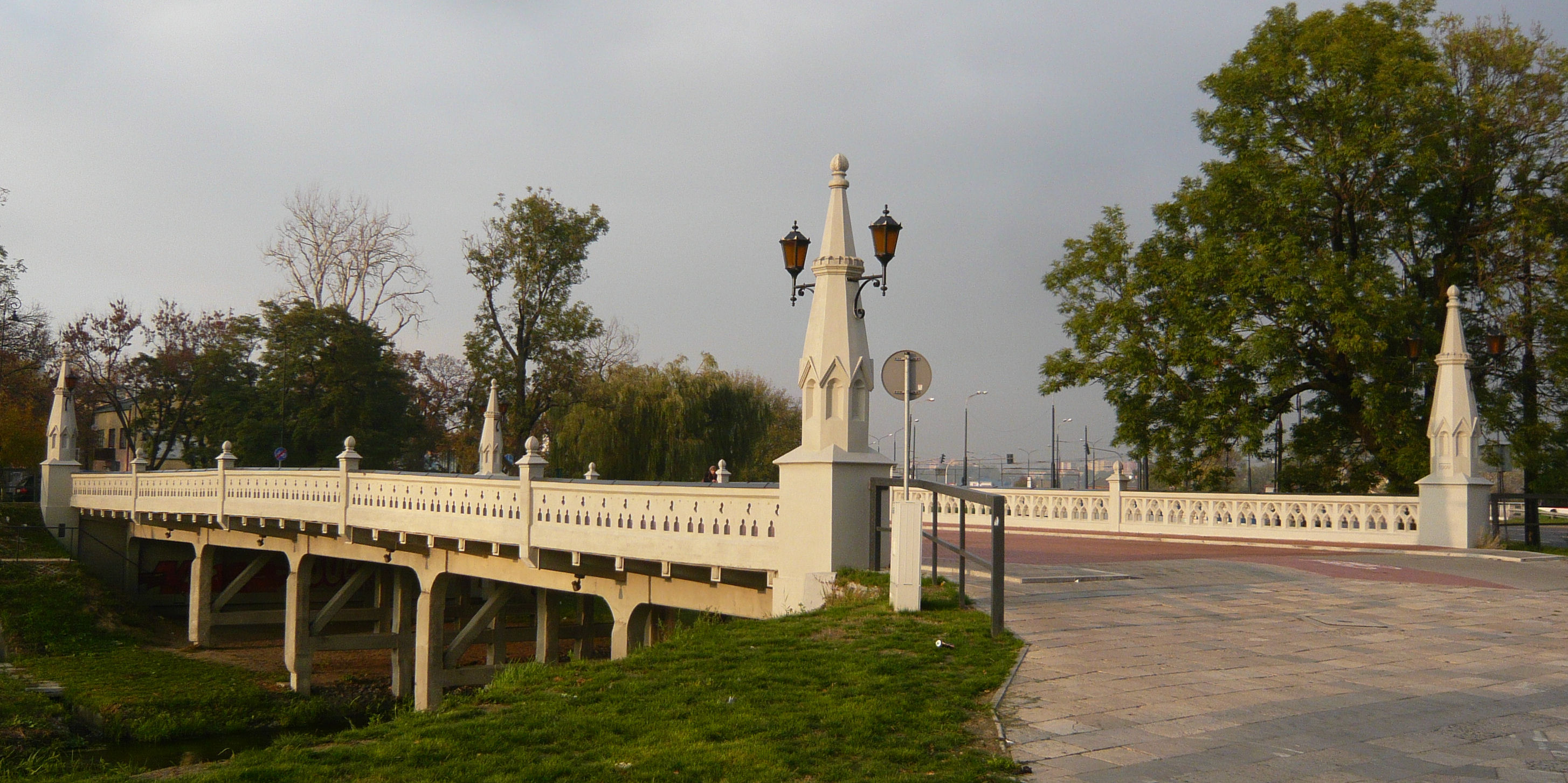
Most w 2012 roku

W wyniku eksploatacji jego stan uległ znaczącemu pogorszeniu. W latach 70. rozważano rozbiórkę mostu. W 1985 roku w jego sąsiedztwie został zbudowany nowy most, przejmujący ruch kołowy. W roku 2011 obiekt został poddany generalnemu remontowi z przywróceniem pierwotnego wyglądu. Przywrócono skrajne przęsła flankowane, z dwiema parami monumentalnych fial pseudogotyckich, na których zawieszono latarnie. Ponowne otwarcie mostu miało miejsce w lipcu 2013. Po rekonstrukcji jest dostępny do ruchu pieszego i rowerowego.

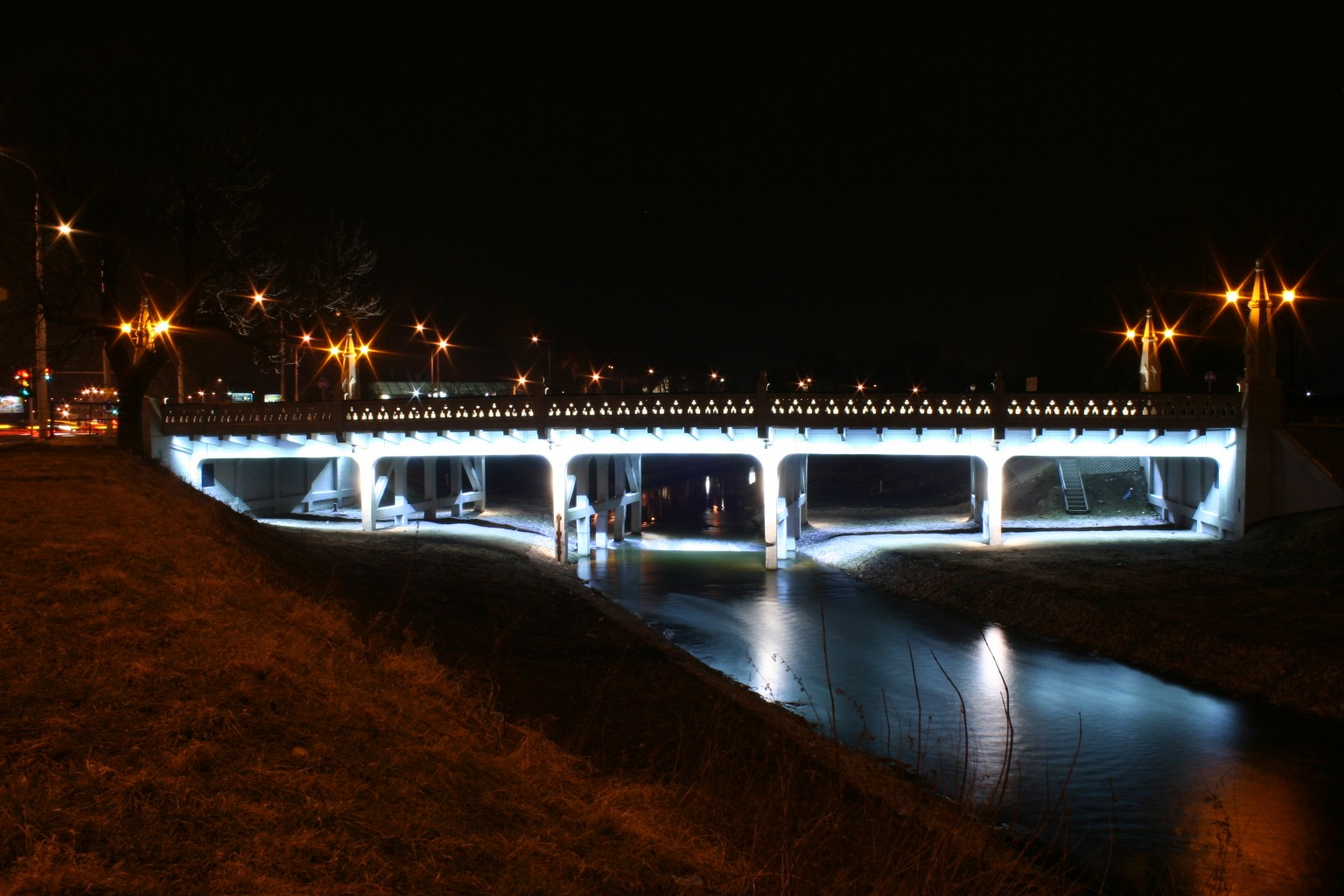
Most nocą

W 2012 Rada Miasta Lublin nadała mostowi nazwę „Most Mariana Lutosławskiego”.